# Wielokulturowa Izba Regionalna w Trzebinie
Wielokulturowa Izba Regionalna – placówka muzealno-edukacyjna w Trzebinie koło Prudnika.
W placówce eksponowana jest wystawa starych przedmiotów gospodarstwa wiejskiego, strojów i historycznych pamiątek, przywiezionych z Galicji i Podbeskidzia, skąd pochodzili repatrianci sprowadzeni do Trzebiny po zakończeniu II wojny światowej, a także nowsze wyroby rękodzielnicze, dokumenty i zdjęcia pokazujące współczesną działalność mieszkańców wsi. Muzeum znajduje się w zabytkowym budynku bramnym dawnego zamku w Trzebinie, wyremontowanym w czerwcu 2010. Otwarcie Wielokulturowej Izby Regionalnej odbyło się 6 lipca 2010.